# Idris Davies
Pour les articles homonymes, voir Davies.
Idris Davies (6 janvier 1905 - 6 avril 1953) est un poète gallois. Né à Rhymney, près de Merthyr Tydfil au Sud du Pays de Galles, il s'investit dans la poésie, écrivant d'abord en gallois, mais plus tard exclusivement en anglais.
Il est le seul poète à couvrir les événements significatifs du début du XXe siècle dans les vallées et le pays minier du sud du pays de Galles, en direction du travail de la mine. Il est surtout connu pour les vers de « Bells of Rhymney », de son « Gwalia Deserta » de 1938 signifiant littéralement « Wasteland of Wales » (Terres en friche du pays de Galles)) qui furent plus tard adaptés en chanson populaire.

## Vie et carrière

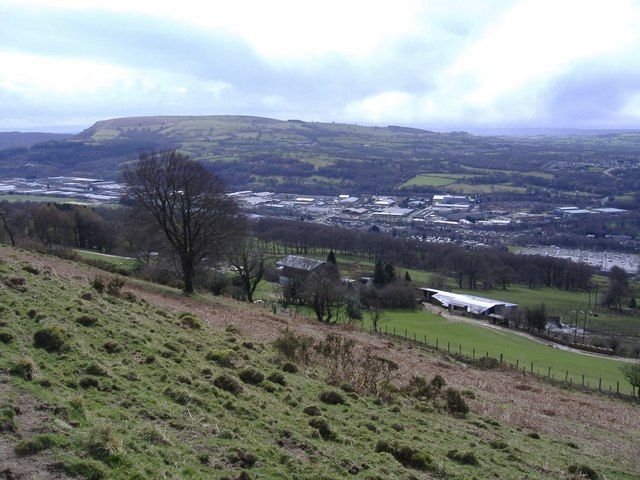
La Vallée de la Rhymney au sud du pays de Galles.

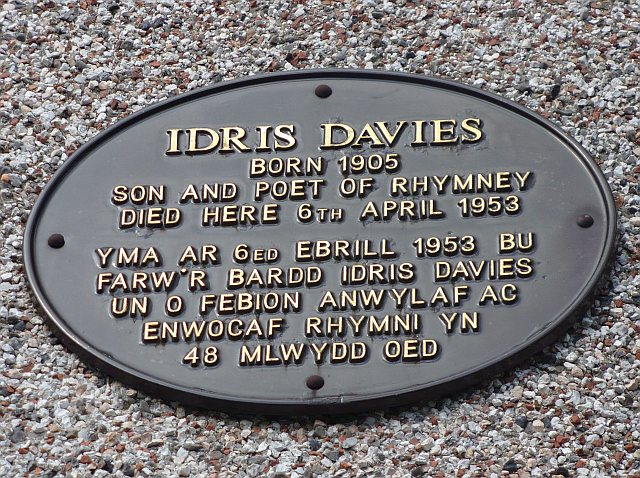
Memorial (en Anglais et Cymraeg), Victoria Road, Rhymney

Davies est né au 16, Field Street, Rhymney, Monmouthshire. Il est le fils du responsable gallois des élévateurs des houillères, Evan Davies et de sa femme Elizabeth Ann.
Après avoir quitté l'école locale à l'âge de quatorze ans, Davies a travaillé sous terre pendant les sept années suivantes comme mineur dans la fosse McLaren voisine à Abertysswg et plus tard à Maerdy Pit, Pontlottyn. Après un accident dans lequel il perd un doigt sur le front de taille et une participation active à la grève générale de 1926, la fosse  ferme et il se trouve sans emploi. Il passe les quatre années suivantes à suivre ce qu'il appelle "le long et solitaire chemin d'auto-apprentissage", sensibilisé à la poésie de Shelley par un autre collègue mineur.
Il se forme au métier d'enseignant grâce à des cours au Loughborough College et à l'Université de Nottingham. Pendant la Seconde Guerre mondiale, il occupe des postes d'enseignant dans diverses écoles de Londres où il se lie d'amitié avec Dylan Thomas. Avant la publication de son premier livre en 1938, le travail de Davies paraît dans le Western Mail, le Merthyr Express, le Daily Herald, le Left Review et le Comment (un périodique hebdomadaire de poésie, de critique et de nouvelles, édité par Victor Neuburg et Sheila Macleod). [citation nécessaire]
En 1947, il retourne enseigner dans une école de la Rhymney Valley.
Les poèmes de sa deuxième anthologie, publiés par Faber and Faber en 1945, ont été sélectionnés par T. S. Eliot. Eliot pensait que les poèmes de Davies avaient une prétention à la permanence, les décrivant comme « le meilleur document poétique que je connaisse sur une époque particulière dans un lieu particulier ».
Son dernier recueil, « Selected Poems », a été publié peu de temps avant sa mort. À cette époque, Dylan Thomas écrit à Davies une lettre étonnamment touchante. Thomas avait lu The Bells of Rhymney dans le cadre d'un St. David's Day, diffusé à la radio, mais a déclaré qu'il ne pensait pas le poème particulièrement représentatif de l'œuvre de Davies car il ne manifestait pas assez sa colère.

## Mort et héritage

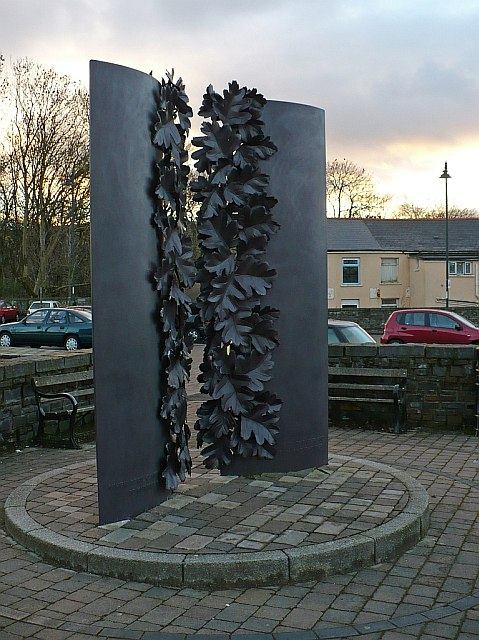
Mémorial à Idris Davies à Rhymney.

Davies est décédé d'un cancer de l'abdomen, à l'âge de 48 ans, chez sa mère au 7, Victoria Road, Rhymney, le lundi de Pâques 6 avril 1953. Il a été enterré au cimetière public de Rhymney. Des plaques commémoratives se trouvent Victoria Road et à la bibliothèque municipale.
Après sa mort, plus de deux cents de ses poèmes manuscrits, une courte pièce de théâtre ainsi que les manuscrits de ses « journaux de guerre » complets ont été déposés à la Bibliothèque nationale du Pays de Galles à Aberystwyth. Plus tard, davantage de ses poèmes non publiés et la plupart de sa prose - un roman inachevé, des essais, des notes de cours et certaines de ses lettres - ont été trouvés. Certains de ces documents ultérieurs sont apparus à titre posthume dans « The Collected Poems of Idris Davies » (1972); « Idris Davies » (1972) et « Argo Record No. ZPL.1181: Idris Davies » (1972).
Une sculpture commémorative moderne a été érigée à Rhymney, avec une inscription « When April came to Rhymney with shower and sun and shower » (« Quand avril est venu à Rhymney avec averse et soleil et averse » - la première ligne de son poème « Rhymney ».
En septembre 2006, sa tombe rénovée a été dévoilée, lors d'un service de « ré-inauguration », dans le cimetière de la ville.

## Points de vue
Le frontispice de l'éditeur de « Gwalia Deserta » fournit un résumé des sentiments de Davies.
Dans un journal, Davies écrit : « Je suis socialiste. C'est pourquoi je veux autant de beauté que possible dans notre vie quotidienne, et je suis donc un ennemi de la pseudo-poésie et du pseudo-art de toutes sortes. Trop de poètes de la gauche, comme ils se nomment eux-mêmes, ont grandement besoin d'être informés de la différence entre la poésie et la propagande ... Ces gens devraient lire William Blake sur l'imagination jusqu'à ce qu'ils en montrent des signes de compréhension. L'air redeviendra clair et la terre sera, sinon pleine d'elle, digne de la chanson. ».

## Travaux
Gwalia Deserta XXXVI
| In the places of my boyhood The pit-wheels turn no more, Nor any furnace lightens The midnight as of yore. | The slopes of slag and cinder Are sulking on the rain, And in derelict valleys The hope of youth is slain. | And yet I love to wander The early ways I went, And watch from doors and bridges The hills and skies of Gwent. | Though blighted be the valleys Where man meets man with pain, The things by boyhood cherished Stand firm, and shall remain. Gwalia Deserta (1938) |

.
Le premier volume publié de Davies est l'ouvrage poétique de 1938, Gwalia Deserta. Les vers qu'il contient sont inspirés en partie par des catastrophes minières telles que celle de Marine Colliery à Cwm près de Ebbw Vale en 1927, par l'échec de la Grève générale de 1926  au Royaume-Uni, la Grande Dépression au Royaume-Uni et leurs effets combinés sur les vallées du sud du Pays de Galles.
Les vers de Bells of Rhymney, peut-être l'œuvre la plus connue de Davies, figurent dans la partie XV du livre. Les strophes suivent le modèle de la bien connue comptine "Oranges et citrons". À la fin des années 1950, les vers ont été adaptés en une chanson folklorique par Pete Seeger et sont devenus un standard folk rock. La chanson, intitulée "The Bells of Rhymney", a été reprise par beaucoup d'autres depuis. Plus récemment, certaines des autres strophes de Davies de « Gwalia Deserta » ont également été mises en musique par l'interprète gallois Max Boyce comme la chanson « When We Walked to Merthyr Tydfil in the Moonlight Long Ago ».
En février 2010, le travail de Davies a été mentionné par le député David T. C. Davies du Parti conservateur et  Hywel Williams, le député Plaid Cymru, lors d'un débat parlementaire sur les soins de santé au Pays de Galles.
L'album de 2017, Every Valley, du groupe londonien de Rock alternatif (Public Service Broadcasting band), comprend une version de Gwalia Deserta XXXVI mise en musique et rebaptisée Turn No More. Elle est interprétée par le chanteur de Manic Street Preachers, James Dean Bradfield.

## Œuvres
De son vivant :
- Gwalia Deserta (literally Wasteland of Wales) (1938) Dent
- The Angry Summer: A Poem of 1926 (1943) Faber and Faber
- Tonypandy and other poems (1945) Faber and Faber
- Selected Poems (1953) Faber and Faber

Publications posthumes : 
- Collected Poems (1972) Gomer Press
- Complete Poems (1994) ed. Dafydd Johnston, University of Wales Press
- A Carol for the Coalfield and other poems (2002) Gwasg Carreg Gwalch